# Wivine Mumba Matipa
Wivine Mumba Matipa  est une personnalité politique congolaise (RDC). 

## Biographie
Originaire du Katanga, elle poursuit une carrière d'avocat d'affaires. Elle travaille à Standard Bank, en Afrique du Sud, puis est administratrice à la Banque internationale pour l'Afrique au Congo. Elle est ensuite coordinatrice du comité de pilotage pour l'amélioration du climat des affaires en RDC avant d'être nommée ministre de la Justice au sein du Gouvernement Matata I le 28 avril 2012 ; elle quittera ce poste à la dissolution du gouvernement en décembre 2014.
Elle est nommée à la tête de l'Agence nationale pour la promotion des investissements (ANAPI) en 2015.
Elle est nommée ministre du Portefeuille en décembre 2016 au sein du gouvernement Badibanga ; elle est reconduite à ce poste au sein du Gouvernement Tshibala en mai 2017.

## Vie privée
Elle est mariée à l'ancien ministre des Mines, Simon Tuma-Waku.